# Anchnesmerire I
|                |   |   |   |
| \| \| \| \| \| |   |   |   |
|                |   |   |   |
| p              | p | i | i |

| p | p | i | i |

|                |   |   |   |
| \| \| \| \| \| |   |   |   |
|                |   |   |   |
| p              | p | i | i |

| p | p | i | i |

|                |   |   |   |
| \| \| \| \| \| |   |   |   |
|                |   |   |   |
| p              | p | i | i |

| p | p | i | i |

|                |   |   |   |
| \| \| \| \| \| |   |   |   |
|                |   |   |   |
| p              | p | i | i |

| p | p | i | i |

Anchnesmerire I (Anchnespepi I) – żona władcy starożytnego Egiptu Pepiego I z VI dynastii.
Była córką dostojnika górnoegipskiego, prawdopodobnie nomarchy z Abydos. Jej młodszą siostrą była Anchnesmerire II, bratem – Dżau.
Była drugą żoną władcy po Nubunet, która została oskarżona o zainicjowanie spisku haremowego przeciwko swojemu mężowi. Ślub ten był wynikiem dążenia Pepiego do mocniejszego związania ze sobą arystokracji Górnego Egiptu, a tym samym zapewnienia stabilizacji państwu w niespokojnych czasach. Niewykluczone też, że był wyrazem wdzięczności władcy dla ojca panny młodej za poparcie udzielone w czasie dochodzenia do władzy i w okresie późniejszym. Ze związku tego urodził się syn, późniejszy władca Merenre I, oraz córka Neit, późniejsza żona Pepiego II.
Niektórzy przypuszczają, że pierwotnym imieniem królowej było Chui, które zostało zmienione po koronacji na Anchnesmerire (egip. Merire-żyje-dla-niej) oraz że zmarła ona przed swoim mężem, który wtedy poślubił jej młodszą siostrę (Schneider). Inni twierdzą, że Chui to imię ojca królowej, a sama królowa przeżyła swojego męża i przez cały okres panowania swojego syna Merenre I, z powodu jego niepełnoletności, sprawowała urząd regentki, rządząc w jego imieniu (Kwiatkowski). W tej wersji obie siostry miały zostać poślubione jednocześnie przez Pepiego I wbrew zakazom kapłanów z Heliopolis.
Anchnesmerire została pochowana prawdopodobnie w piramidzie w Sakkarze.